# Brahmanism
Brahmanismul este o ramură a religiei hinduse din India , în a cărei doctrină se întâlnesc principiile: 
1. lumea este iluzorie, tot ce există se întemeiază pe „impersonala substanță“ a universului, adică pe Brahman;
2. periodic, lumea este distrusă și rezidită într-o ciclicitate a revărsării lumilor murind în Brahman spre a renaște;
3. după cum ți-ai îndeplinit în viață misiunea – dharma –, așa îți primești „răsplata postumă“ – în spiritul legii karma;
4. sufletul ens-ului uman defunct trebuie să renască: (a) într-un alt om – de castă superioară / inferioară, (b) într-un animal;
5. mântuirea finală – moksha înseamnă eliberarea sufletului scutit de alte reîncarnări, Partea (Atman) contopindu-se în Întreg (Brahman) etc.

Brahman este un concept religios sanscrit foarte complex, desemnând:
1. Lumina Luminilor, divinitate impersonal-cosmică întruchipând absolutul,
2. ființa în sine, născătoare a oului primordial cu Brahma ieșind din găoace și înjumătățindu-l în Cer („partea superioară a oului”) și în Pământ („partea inferioară a oului”),
3. samsara (reîncarnarea), karma (cauzalitatea energetică a întregului lumii), dharma (datoria), etc.[1].

„În textele sacre ale Indiei antice, Vedele (literalmente „cunoaștere”), Brahman (substantiv neutru în sanscrită) desemnează puterea la care aspiră cel care săvârșește sacrificiul și care se desemnează dintr-o dată prin același substantiv BRAHMAN (brahmana). El desemnează corelatul sacrificiului tot atât de bine ca și principiul, rezultatul actului sacrificial atât în calitate de cauză cât și în calitate de produs al sacrificiului.(...)
Increatul este Cunoașterea revelată (sruti) pe care filozofii brahmanici din India o plasează la originea cunoașterii; increatul, autoritatea Cuvântului sacru fondează autoritatea cuvântului uman. Veda, totodată Cunoaștere și cuvânt, autorizează reflecțiile asupra cunoașterii și cuvântului. Dar această autoritate nu toate școlile o recunosc. Mimamsa, Vedanta, Nyaya și Vaisesika fac referință la Veda, garant al unei ordini cosmice sau umane, ființele vii și lucrurile au locul lor dat din eternitate. Și chiar atunci când se pune chestiunea de a depăși învățământul vedic, ca în Vedanta de exemplu, este pentru a-l înlocui cu o cunoaștere unde absolutul este superior sacrului Vedei, dar fără să-l distrugă la nivelul său. ”— Marc Ballanfat, Le vocabulaire de philosophies de l'Inde''